# 无民族世界语协会
全球无國籍协会（简称SAT）是独立的、非中立、世界性的世界语协会。SAT出版物很多，其中最重要的是‘世界语插图大词典’（Plena Ilustrita Vortaro de Esperanto）。其有世界性的网络经销。SAT依据哥德堡协议与工人世界语协会有广泛的联系。SAT于1921年成立时也做为工人世界语运动的组织。比较有影响的SAT创立者是Eugène Adam，其以Eŭgeno Lanti的笔名闻名于世。20年代末，SAT有约6000名会员。象这样拥有个人会员相对大的国际协会（相比较与拥有许多国家会员的协会），它在工人运动中是独一无二的。2006年其付费会员为724人。

## 目的
1. 为全世界工人阶层的阶级利益在社会实践中利用世界语。
2. 尽可能有效地、有尊严地、更容易地联系会员，增强团结、加深情感。
3. 教育其成员成为最有能力的、最完美的国际主义者。
4. 对不同语言的、与SAT有相似目标的协会之间的联系与沟通做好服务。
5. 提供及一切可能地帮助反映本协会理念的文学创作（翻译和原创）。

于1921年SAT成立大会时人们接受了这一释义，至今仍有效。1928年人们以下面的附加内容予以细化： 
SAT，非为政治的，但只是为启蒙的、教育的、文化的组织。其要求其成员要理解、宽容不同政治派别及体系与其各自支持的各种阶级斗争的工人政党和工会运动;在其成员要理论联系实际、用自由的讨论来防止说教。
一句话，SAT的目的是，借助于这一语言（世界语）的日常使用和其世界范围的应用，合理地帮助思想精神的创新，能够更好地比较，正确地理解和判断理论、论点、倾向和能够独立地选择其认为最直接的道路，或为自己的阶层解放最可行的道路，引领人类向尽可能更高的文明和文化的阶段。
SAT 不是以世界语为目的的组织，即，其不是宣传世界语的组织;只是使用世界语的组织。SAT 为其自身的目的使用世界语。

## 组织结构
SAT 拥有无民族的特点，会员只以个人名义加入，不必通过国家协会。一定不要混淆了无民族主义与有无民族的文化倾向。协会的构成自然要以使用共同语（世界语）为基础。SAT 没有国家分会，其活跃的会员就是个人。SAT 不仅是无民族的，也是超倾向的。这意谓着，原则上没有哪个特别的思想或政治派别在其间控制。
SAT 的决策机构理论上是全体投票为基础的（每一次会议决议只在全体投票后有效）。这一规章处理原则是以基本民主来主导。然而，经验表明，多数的大会决定从来都不服从全体投票。领导协会的SAT 领导机构叫执行委员会。
Kreŝimir Barkoviĉ.
《无民族者》的主编辑，多年来也秘书长是Kreŝimir Barkoviĉ.2008年中之后的新主编是Jakvo Schram。

### 执委会前任主席
- Eŭgeno Lanti 1921-1933
- Hermann Platiel 1933-1935
- Lucien Bannier 1935-1968 (因战争中断)
- Julien Piron 1969-1972
- Petro Levi 1972-1981
- Gilbert Chevrolat 1981-1984
- Yves Peyraut 1984-2001
- Jacques Bannier 2001-2003
- Jakvo Schram  2003 - 2012

现任主席:
- Vinko Markovo 自 2012

## 活动
SAT 每月出版刊物《无民族者》，每年的文化的无民族性的期刊，和有启蒙内容的各种书籍，其中最重要的是PIV （世界语插图大字典）。它在网络上也公布一些有益的学习资料。

## 链接
- La TTT-ejo de SAT
- La retaj kulturpagxoj de SAT
- Eldona fako kooperativa de SAT （页面存档备份，存于）
- Pagxo pri SAT cxe UEA （页面存档备份，存于）
- Cxu SAT estis sidejo de germana sekreta polico?[永久]